# Maxmovie
Maxmovie est un site web coréen au cinéma.

## Historique
Le site a été créé en 1999, tout d'abord pour permettre aux utilisateurs de réserver des places de cinéma.
Depuis 2004, le site remis des prix intitulés Maxmovie Awards.
En 2010, le site se décline sous la forme d'un magazine du même nom.

## Distinctions
- 2006 : Certification de l'Agence coréenne de promotion du commerce électronique
- 2009 : Korea Internet Award du leadership technique et prix du président de la Commission coréenne des communications